# Saint-Denis-d'Anjou
Saint-Denis-d'Anjou é uma comuna francesa na região administrativa da Pays de la Loire, no departamento de Mayenne. Estende-se por uma área de 41,89 km². Em 2010 a comuna tinha 1 581 habitantes (densidade: 37,7 hab./km²).